# Station Lacourtensourt
Station Lacourtensourt is een spoorwegstation in de Franse gemeente Aucamville.